# Daniel Kaluuya
Daniel Kaluuya (London, 1989. február 24. –) Oscar-díjas angol színész és forgatókönyvíró.

## Élete
1989. február 24-én született Londonban, ugandai szülők gyermekeként. Édesanyja egy camdeni lakótelepen nevelte fel nővérével együtt. Apja Balakán élt, és 15 éves koráig nem tartották a kapcsolatot. Kaluuya a Torriano Általános Iskolába és a St Aloysius' College-be járt.

## Filmográfia

### Film
| Év   | Magyar cím                 | Eredeti cím                         | Szerep                                 | Magyar hang       |
| ---- | -------------------------- | ----------------------------------- | -------------------------------------- | ----------------- |
| 2006 |                            | Shoot the Messenger                 | Reece                                  |                   |
| 2007 |                            | Much Ado About a Minor Ting         | Ócska                                  |                   |
| 2008 |                            | Cass                                | Cass Pennant fiatalon                  |                   |
| 2010 | Chatszoba                  | Chatroom                            | Mo                                     |                   |
| 2011 | Johnny English újratöltve  | Johnny English Reborn               | Colin Tucker ügynök                    | Hamvas Dániel     |
| 2013 | Üdv a mocsokban            | Welcome to the Punch                | Juka Ogadowa                           |                   |
| 2013 | HA/VER 2.                  | Kick-Ass 2                          | Fekete Halál                           | Baráth István     |
| 2015 | Sicario – A bérgyilkos     | Sicario                             | Reggie Wayne                           | Dányi Krisztián   |
| 2017 | Tűnj el!                   | Get Out                             | Chris Washington                       | Horváth Illés     |
| 2018 | Fekete Párduc              | Black Panther                       | W'Kabi                                 | Szatory Dávid     |
| 2018 | Nyughatatlan özvegyek      | Widows                              | Jatemme Manning                        | Szabó Máté        |
| 2019 | Queen és Slim              | Queen & Slim                        | Earnest "Slim" Hines                   | Szatory Dávid     |
| 2020 |                            | A Christmas Carol                   | A Jelen Karácsony Szelleme (hangja)    |                   |
| 2021 | Júdás és a Fekete Messiás  | Judas and the Black Messiah         | Fred Hampton                           | Pál András        |
| 2022 |                            | Honk for Jesus. Save Your Soul      | nem szerepel                           |                   |
| 2022 | Nem                        | Nope                                | James Haywood                          | Pál András        |
| 2023 | Pókember: A pókverzumon át | Spider-Man: Across the Spider-Verse | Hobart "Hobie" Brown / Pók-Punk (hang) | Kádár-Szabó Bence |

Rövidfilmek
- 2010 – Baby – Damon
- 2012 – Beginning – Stanley
- 2013 – Jonah – Mbwana

### Televízió
| Év        | Cím (Eredeti cím)                               | Szerep                  | Megjegyzés                                                              |
| --------- | ----------------------------------------------- | ----------------------- | ----------------------------------------------------------------------- |
| 2014      | (Babylon)                                       | Matt Coward             | 7 epizód                                                                |
| 2011      | (The Fades)                                     | Michael "Mac" Armstrong | 6 epizód                                                                |
| 2011      | (Coming Up)                                     | Micah                   | epizód: "Micah"                                                         |
| 2011      | (Random)                                        | Testvér                 | Televízió film                                                          |
| 2011      | Fekete tükör (Black Mirror)                     | Bingham "Bing" Madsen   | epizód: "Tizenötmillió jutalom" magyar hang: Radnai Márk, Horváth Illés |
| 2010–2012 | (Harry and Paul)                                | Parking Pataweyo        | 5 epizód                                                                |
| 2010      | (Comedy Lab)                                    | Various                 | epizód: "Boldog vég"                                                    |
| 2009–2011 | (Psychoville)                                   | Michael "Tealeaf" Fry   | 12 epizód                                                               |
| 2009      | Világvándor (The Philanthropist)                | –                       | epizód: "Nigéria 2. rész"                                               |
| 2009      | Tízperces mesék (10 Minute Tales)               | Katona 2#               | epizód: "A három király"                                                |
| 2009      | Ki vagy, doki? – A holtak bolygója (Doctor Who) | Barclay                 | epizód: "A holtak bolygója" magyar hang: Minárovits Péter               |
| 2009      | (FM)                                            | Ades                    | 4 epizód                                                                |
| 2009      | (Lewis)                                         | Declan                  | epizód: Counter Culture Blues                                           |
| 2008–2009 | (That Mitchell and Webb Look)                   | Various                 | 2 epizód                                                                |
| 2008      | A néma szemtanú (Silent Witness)                | Errol Harris            | 2 epizód                                                                |
| 2008      | (Delta Forever)                                 | Roger                   | epizód: "Pilóta"                                                        |
| 2007–2009 | Skins (Skins)                                   | Posh Kenneth            | 11 epizód                                                               |
| 2007      | (Comedy: Shuffle)                               | Errol Harris            | epizód: "Brendon Burns"                                                 |
| 2007      | (The Whistleblowers)                            | iskolás fiú             | epizód: No Child Left Behind"                                           |

## Díjak és jelölések
Tűnj el!
- Jelölve – Oscar-díj a legjobb férfi főszereplőnek
- Jelölve – BAFTA-díj a legjobb férfi főszereplőnek
- Jelölve – Golden Globe-díj a legjobb férfi főszereplőnek (zenés film vagy vígjáték)

Júdás és a Fekete Messiás
- Oscar-díj a legjobb férfi mellékszereplőnek
- BAFTA-díj a legjobb férfi mellékszereplőnek
- Golden Globe-díj a legjobb férfi mellékszereplőnek
- Screen Actors Guild-díj a legjobb férfi mellékszereplőnek